# Весёлое (Волновахский район)
Весёлое (укр. Веселе) — село на Украине, находится в Волновахском районе Донецкой области.
Код КОАТУУ — 1421582402. Население по переписи 2001 года составляет 413 человек. Почтовый индекс — 85765. Телефонный код — 6244.

## Адрес местного совета
85765, Донецкая область, Волновахский р-н, с. Златоустовка, ул.Ленина, 50